# 鎖打棒
鎖打棒（くさりうちぼう）とは、鉄鎖に分類されるもので捕具である。
分銅が1尺2寸の長い鉄の棒（ナエシ）についたもので、乳切木を小さくしたものである。分銅が安定して振出が簡単となる。小田宮流で伝承されていた。
両端が棒状になったものと片方が分銅になったものがあり、柄を持って打ち振れば分銅鎖、逆手に持てばナエシ、両手に持って長い鎖で刀を絡め取り、また敵の首や手足を鎖で締め付ける事も出来るため非常に精度が高い。
短い鎖の場合は締め付けることができないことから打撃用となり、敵に接近して簡単な捕縛をする道具となった。大きさからみれば婦女子の護身用として使われていた。
握りの鉄棒も分銅も八角握りとなっている。